# Łukszty
Łukszty – wieś w Polsce położona w województwie warmińsko-mazurskim, w powiecie elbląskim, w gminie Pasłęk. Wieś jest siedzibą sołectwa Łukszty w którego skład wchodzi również miejscowość Kawki.
W latach 1975–1998 miejscowość administracyjnie należała do województwa elbląskiego.